# مجعثنة الخوخ
مجعثنة أو جيوب أو قرون أو تفرينة الخوخ نوع من الفطريات يصيب مدقات أزهار الخوخ عند تأبيرها فيحول دون تكوينها الخليوي الصحيح ونموها الطبيعي ويوجهها نحو الاستطالة فتفقد الثمرة استدارة شكلها وعصارة لحيمتها ونواتها وتصبح كالقرن الصغير طولها من 4 إلى 6 سم. وسمكها من 1 إلى 2 سم. لحميتها جامدة جافة داخلها فارغ لا نواة فيها. يكافح وقائياً باستعمال أحد الأدوية الفاطورية قبل الإزهرار وبعد التفطيح وسقوط البتلات.

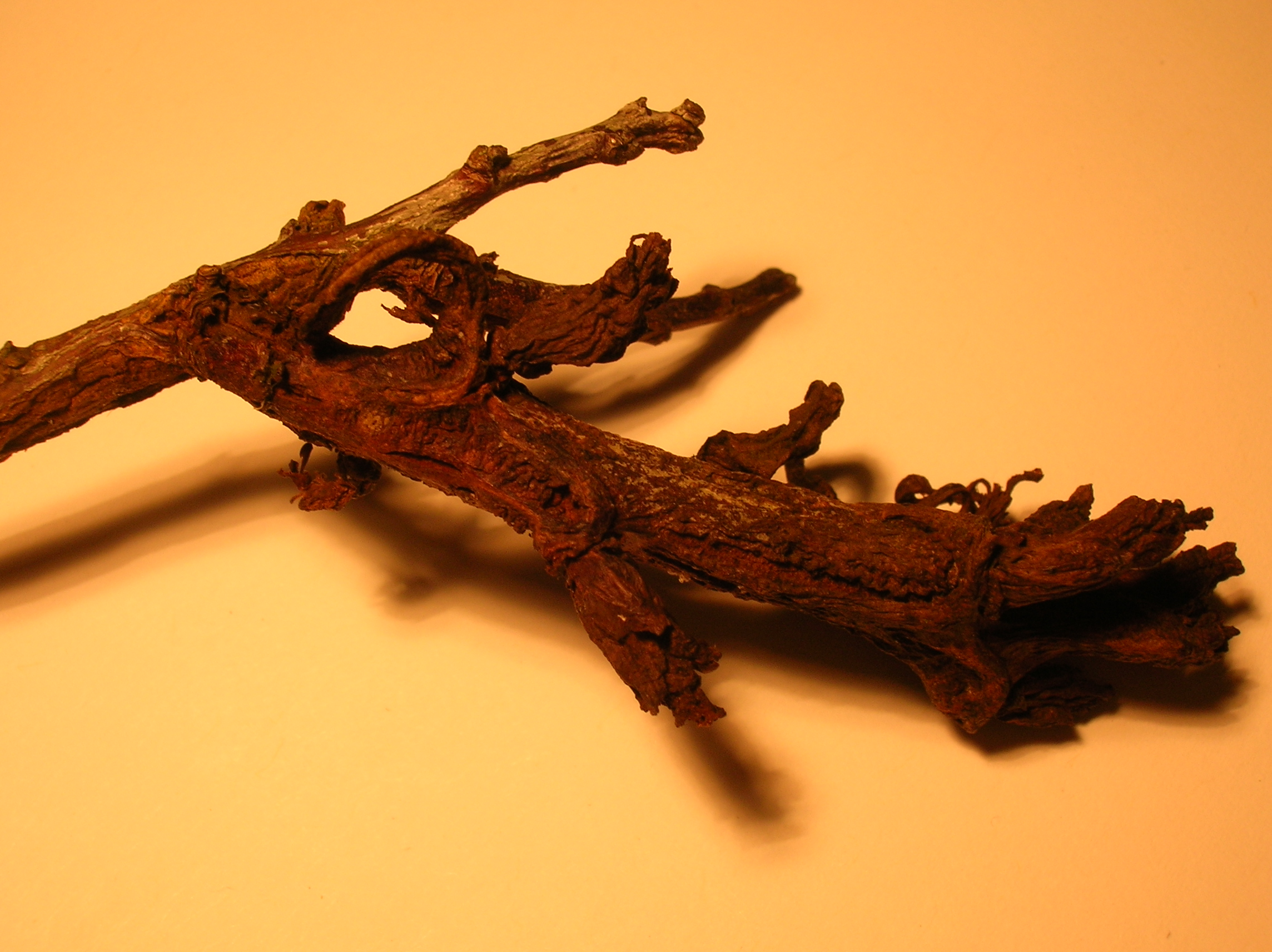
غصين مشوه.